# Oxysarcodexia cyaniforceps
Oxysarcodexia cyaniforceps är en tvåvingeart som först beskrevs av Hall 1933. Oxysarcodexia cyaniforceps ingår i släktet Oxysarcodexia och familjen köttflugor.
Artens utbredningsområde är Panama. Inga underarter finns listade i Catalogue of Life.